# Curtara jansoni
Curtara jansoni är en insektsart som beskrevs av Fowler 1903. Curtara jansoni ingår i släktet Curtara och familjen dvärgstritar. Inga underarter finns listade i Catalogue of Life.